# (35300) 1996 VQ18
1996 VQ18 (asteroide 35300) é um asteroide da cintura principal. Possui uma excentricidade de 0.09359140 e uma inclinação de 1.88712º.
Este asteroide foi descoberto no dia 6 de novembro de 1996 por Spacewatch em Kitt Peak.